# 刘店水库
刘店水库是中国湖北省荆门市境内的一座水库，位于长湖水系，建于1974年。水库正常库容为960万立方米，集雨面积为38平方千米，海拔为65.5米。